# انتخابات مجلس المستشارين الياباني 2022
أجريت انتخابات مجلس المستشارين في اليابان في 10 يوليو 2022 لانتخاب 124 من 245 عضوًا في مجلس المستشارين، وهو مجلس الشيوخ في البرلمان الوطني الذي يتألف من مجلسين ومكون من 710 عضوًا، لمدة ست سنوات.
سيتم انتخاب 74 عضوًا عن طريق الصوت الواحد غير القابل للتحويل (SNTV) بالإضافة إلى 45 عضواً عن 45 دائرة انتخابية عن طريق الفوز للأكثر أصواتا (FPTP). سيتم انتخاب 50 عضواً ضمن كتلة التمثيل النسبي الوطنية ‏ عن طريق التمثيل النسبي وفق طريقة هوندت مع قوائم مفتوحة اختياريًا.
ستجرى الانتخابات في غضون السنة الأولى من ولاية فوميو كيشيدا كرئيس للوزراء، وستشهد ظهور كينتا ايزومي كزعيم للحزب الدستوري الديمقراطي ‏ المعارض.
طغت عملية اغتيال رئيس الوزراء الأسبق شينزو آبي على الانتخابات قبل يومين من موعدها. تم إطلاق النار على آبي أثناء إلقاء خطاب حملته الانتخابية لـ كي ساتو ‏، عضو مجلس المستشارين الذي يرشح نفسه لإعادة انتخابه. وندد رئيس الوزراء كيشيدا بالاغتيال باعتباره هجومًا على الديمقراطية اليابانية وتعهد بالدفاع عن «انتخابات حرة ونزيهة بأي ثمن».